# Suba (musicista)
Suba o Rex Ilusivii, pseudonimo di Mitar Subotić (Novi Sad, 23 giugno 1961 – San Paolo, 2 novembre 1999), è stato un musicista, compositore e produttore discografico serbo naturalizzato brasiliano.

## Biografia
In Jugoslavia si laureò in composizione e orchestrazione. Dopo aver fatto ricerca sulla musica etnica dell'Europa orientale, a fine anni ottanta decise di tentare la fortuna a Parigi. Con una borsa di studio UNESCO in tasca, arrivò in Brasile il 15 maggio 1990. 
Tra il 1990 e la sua morte, avvenuta il 2 novembre 1999, Suba lasciò il segno nella musica sperimentale brasiliana. Lavorò con e per Marina Lima, Bebel Gilberto, João Donato, João Parahyba, Mestre Ambrosio e altri.
Morì durante la produzione di un album di Bebel Gilberto nell'incendio del suo studio di registrazione, soffocato dal fumo mentre tentava di salvare il materiale che aveva registrato con la cantante.

## Discografia da solista
- Disillusioned (1987)
- The Dreambird (1994) (con Goran Vejvoda)
- Angel's Breath (1994) (con Milan Maladenović e altri)
- São Paulo Confessions (1999, pubblicato nel 2000 poco dopo la sua morte)
- Suba Tributo Ziriguiboom/Crammed Discs ZIR13 (2002)